# The Climb (pesem)
The Climb je glasbeni singl ameriške pevke in igralke Miley Cyrus, ki ga je posnela za film Hannah Montana: The Movie iz leta 2009. Pesem sta napisala Jessi Alexander in Jon Mabe, produciral pa jo je John Shanks. Izšla je 5. marca 2009 kot glavni singl filmovih pesmi, izdala pa ga je založba Walt Disney Records. Pesem je balada z besedilom, ki opisuje življenje kot težko, a nagrajeno potovanje. Pesem je country pop balada in hkrati tudi prvi singl Miley Cyrus, ki je bil predvajan na country radiu. Inštrumenti, ki so predstavljeni v pesmi, so violine, klavir in kitara.
Pesem "The Climb" je v glavnem prejela dobre ocene s strani kritikov in bila nominirana za Grammyja v kategoriji za "najboljšo pesem, napisano za film, televizijo ali ostale vizualne prireditve" na 52. podelitvi nagrad. Kakorkoli že, pesem je bila umaknjena po opozoritvi založbe Walt Disney Records, ki je opozorila, da pesem ni bila napisana za film, kakor to zahteva kategorija. Pesem je doživela velik uspeh po vsem svetu in se uvrstila na vrhove lestvic v Avstraliji, Kanadi, na Norveškem  in v Združenih državah Amerike. V ZDA je pesem dosegla četrto mesto na lestvici Billboard Hot 100 in bila osmi najbolje digitalno prodajani singl leta 2009. Pet mesecev po izidu singla je pesem dobila dve platinasti certifikaciji s strani organizacije Recording Industry Association of America (RIAA).
Videospot za pesem je režiral Matthew Rolston in prikazuje Miley Cyrus med plezanjem na goro ali med petjem s posnetki s filma Hannah Montana: The Movie. Miley Cyrus je s pesmijo večkrat nastopila v živo, prvič na prireditvi Kids Inaugural: "We Are the Future" 19. januarja leta 2009. To je bilo hkrati tudi prvič, ko je pesem slišala javnost. S pesmijo je nastopila tudi na turneji Wonder World Tour, svoji prvi svetovni turneji.
Singl "The Climb" so v svojih verzijah zapeli še številni drugi pevci, največ pozornosti pa je pritegnila, ko so z njo nastopili v deveti sezoni ameriškega pevskega tekmovanja American Idol. Simon Cowell, ustvarjalec tekmovanja, je pesem izbral za debitanski singl zmagovalca šeste sezone. Zmagovalec Joe McElderry je svojo verzijo pesmi izdal 14. decembra 2009 preko založbe Syco Music, pesem sama pa je dosegla prvo mesto na lestvicah Irish Singles Chart in UK Singles Chart.

## Ozadje
Pesem "The Climb" originalno ni bila napisana za muzikalni film Hannah Montana: The Movie iz leta 2009. So-avtorka Jessi Alexander je povedala, da je bila melodija pesmi zasnovana med njeno vožnjo do doma njenega partnerja pri pisanju besedil, Jona Mabea; ko je pripeljala do njegovega stanovanja, sta ona in Mabe napisala pesem o premagovanju življenjskih ovir, ki se zgleduje po njunih osebnih bojih v glasbeni industriji. Jessi Alexander je omenila tudi, da je proces v obliki "terapije." O nastajanju pesmi je Jessi Alexander povedala:
"Pravzaprav sem se nekega dne vozila v službo. Bil je tipičen dan, na njem ni bilo nič posebnega. In takrat sem samo zaslišala nekakšno melodijo v svoji glavi. In nisem mogla dovolj hitro priti do svojega sodelavca Jona Mabea ali svoje kitare, da bi zaigrala in slišala to melodijo, kakor sem si želela. In, veste, pesem sva napisala precej hitro in nisem zares razmišljala o njej. Besedilo je prišlo kar samo od sebe, mislim, da je bilo tako pri obeh, bila sva nekako vživeta v posel. Moj sodelavec je sicer igral nek inštrument in se je kar naenkrat spreobrnil v tekstopisca, jaz pa sem imela veliko pogodb z raznimi založbami ter veliko vzponov in padcev v glasbeni industriji. Ampak za oba od naju mislim, da sva prišla do mesta, kjer si rečeš: 'Tole pa ni dirka.'"
Pesem, ki sta jo napisala, je nosila naslov "The Climb", napisana pa je bila v tretji osebi. Jessi Alexander je pesem označila za "bolj duhovno", kot verzija, ki so jo izdali, povedala pa je tudi, da je bila originalna pesem napisana kot molitev. Povedala je tudi, da je bila v pop stilu in primerna za založbo The Walt Disney Company.
Preden je pesem prišla do Miley Cyrus, si jo je ogledalo še mnogo drugih country izvajalcev. Nazadnje jo je izbral Peter Chelsom, režiser filma Hannah Montana: The Movie in jo posredoval Miley Cyrus, da jo je posnela kot soundtrack za film. Peter Chelsom je odkril, kar je kasneje postala pesem "The Climb" med obiskom Nashvillea, Tennessee, ko je iskal pesmi za film Hannah Montana: The Movie. Po tem, ko je slišal glasbo Jessi Alexander, jo je Chelsom vprašal, če bi mu lahko posredovala še več njenih pesmi; Alexanderova je posnela pesem "It's the Climb" na zgoščenko in mu jo posredovala. Nekaj tednov kasneje ji je Chelsom sporočil, da "bo pesem sestavni del filma." Kakorkoli že, želel je, da Jon Mabe in Jessi Alexander nekoliko preuredita pesem in jo spremenita tako, da bo bilo besedilo pripovedovano v prvi osebi. Jessi Alexander je menila, da bi spremembe povzročile "znaten znesek pesmi" in kometirala: "Meni se zdi, da ko spremeniš besedilo iz tretje v prvo osebo, to lahko spremeni celoten pomen kitice." Ona in Mabe sta "iz pesmi vzela veliko besed" in jo spremenila tako, da je pomen pesmi ostal enak.
Ko so dobili celotno pesem, so filmski ustvarjalci tekstopiscema povedali: "To je popolno za Miley, spremenilo bo njeno celotno življenje, spremenilo bo vajino življenje." Chelsom je komentiral, da se je pesem "obrnila" na glasbeno stopnjo pesmi v filmu in prilagodila glasu Miley Cyrus. Kot ostale pesmi iz filma Hannah Montana: The Movie je tudi "The Climb" "tesno vtkana v strukturo zgodbe in likov." V filmu Miley Cyrus igra Miley Stewart, lik z dvojnim življenjem, katere skrivna identiteta je pop zvezdnica Hannah Montana. To, da to skrivnost zadržuje zase, ji povzroča številne težave z mnogimi drugimi liki, Miley samo pa pusti zmedeno in potolčeno. Svoja čustva izrazi med pisanjem pesmi "The Climb". Po mnenju filmskega producenta Alfreda Gougha je "pesem njeno potovanje, nauki, ki se jih je naučila čez film. Je epsko [...] balada, ki povzema pot Miley in sporočilo filma."
Pesem "The Climb" je bila izbrana za glavni singl iz soundtrackov filma zaradi svojih country elementov, ki so uvedli Miley Cyrus tudi izven njenega običajno pop občinstva. Pesem je prvi samostojni singl Miley Cyrus, ki je bil objavljen naravnost na country radiu, pred tem pa je s svojim očetom Billyjem Rayjem Cyrusom posnela tudi country duet, pesem z naslovom "Ready, Set, Don't Go", ki je izšel na country tržišču leta 2007. Bill Lamb iz revije About.com je napisal, da je pesem naznanilo možnosti, da se Miley Cyrus uvede tudi v country glasbi, njen duet pa je primerjal tudi s country pevko Taylor Swift in njenim nastopom na 51. podelitvi nagrad Grammy. Warren Truitt, ki tudi piše za About.com, je pesem označil za "Mileyjin resen poskus, da bi prišla v sodobni svet country glasbe." "The Climb" je na internetu izšla 4. februarja 2009, dva dneva pred uradno izdajo na radijih. V oktobru leta 2009 je pesem ponovno izšla v nekaterih državah zunaj Združenih držav Amerike v mednarodni verziji EP-ja Miley Cyrus, imenovanega The Time of Our Lives.

## Sestava
Pesem "The Climb" je country pop balada, ki vsebuje tudi soft rock in pop rock stile in traja tri minute ter petinpetdeset sekund. Pesem se začne počasi, primarno s solo točko klavirja, v nadaljevanju pa do odraza pridejo tudi zvoki električnih kitar. Kakorkoli že, po dveh minutah in petinštiridesetih sekundah pridejo do odraza tudi violine, pesem pa začne odražati svojo polno moč.  Bill Lamb iz spletne revije About.com meni, da je glas Miley Cyrus "trden in jasen." Kakorkoli že, Todd Martens, so-urednik glasbene kolumne v reviji The Los Angeles Times pa je napisal, da je Miley Cyrus uporabila "hripav glas, kar country pesmi prinaša malce več granulacije." Pesem je zapeta v E-duru, glas Miley Cyrus pa se razprostira čez dve oktavi, od E3 do G♯5. Pesem vsebuje standrdni stil balade s programiranjem akordov E5—Asus2—F♯7sus.
Sodeč po glasbenemu kritiku Fraser McAlpine programa BBC besedilo pesmi uveljavlja, da moramo na življenje gledati kot na "potovanje, ki je težko, a se ga na koncu nagradi." Oba, Martens in McAlpine sta se posebej posvetila kitici "It's always gonna be an uphill battle/Sometimes I'm gonna have to lose" ("Vedno bo kakšna bolj strma bitka/Včasih bom mogla izgubiti"). Martens je menil, da je v tej vrstici pevka priznava lastne napake, ki jih je naredila v življenju, medtem pa je McAlpine napisal: "Ta vrstica nam razlaga, da včasih ni več poti nazaj."

## Kritični sprejem
Kritiki so pesem v glavnem hvalili in ji namenili pozitivne kritike. Fraser McAlpine iz BBC je menil, da je bilo besedilo pesmi sicer nekoliko generično, vendar je pohvalil glas Miley Cyrus: "Miley se je njen glas zelo izplačal - so trenutki, ko glas zveni malce napet, vendar je v pesmi slišati veliko bolj obvladljiv, kar pesmi daje ritem in poudari uporabo pop zvokov." Michael Menachem iz revije Billboard je pesem označil za "eno izmed najmočnejših balad leta," Wesley Morris iz revije The Boston Globe pa je pohvalil "The Climb", saj naj bi bila "nekoliko podobna liberarni himni." Leah Greenblatt iz revije Entertainment Weekly je napisala: "Nekatere melodije so [...] 'The Climb', šestnajstletno dekle iz Tennesseeja vključi tudi domače zvoke, vendar so njeni 'r'-ji še vedno tako podolgovati, da so povsem nedosegljivi za njeno pop občinstvo." Todd Martens iz revijeThe Los Angeles Times je verjel, je pesem "The Climb" označil za "pred-valentinsko pesem". Kakorkoli že, Martens je napisal tudi: "'The Climb' je ena izmed redkih balad Miley Cyrus, ki vsebuje nekaj več ognjenega teen popa."
Heather Phares iz Allmusic je dejala, da je pesem "najboljša pesem izmed vseh, ki jih Miley Cyrus kot soundtrack zapoje pod svojim pravim imenom." Miley Cyrus je primerjala tudi s Shanio Twain, pesem pa opisala kot "naravno, [...] v sožitju z Zemljo." Med ocenjevanjem EP-ja The Time of Our Lives je Michael Hann iz revije The Guardian pesem označil za "eno izmed najboljših balad," ter jo primerjal s pesmima "When I Look at You" in "Obsessed". Michael Hann je povedal tudi, da je bila pesem v EP dodana zato, da "bi dodali nekaj več baladskega stila tej zbirki ameriške izdaje." Jon Caraminica iz revije The New York Times je "The Climb" opisal kot "privlačen novi singl [ki] je nekoliko skromen, a navdihujoč country-rock, ki bi ga zlahka zamenjali za kalkulacijo." Med ocenjevanjem koncerta Miley Cyrus je James Reed iz revije The Boston Globe pesem označil za "inspirativno balado".

### Nagrade in nominacije
"The Climb" je bila nagrajena v kategoriji za "Najboljšo pesem iz filma" na podelitvi nagrad MTV Movie Awards iz leta 2009, in za "Izbira glasbe: singl" na podelitvi nagrad Teen Choice Awards istega leta. Na 52. podelitvi Grammyjev je bila pesem nominirana za "najboljšo pesem, napisano za film, televizijo ali ostale vizualne prireditve, nominacijo pa so prejeli tekstopisci pesmi. Kakorkoli že, pesem je bila umaknjena po opozoritvi založbe Walt Disney Records, ki je opozorila, da "pesem ni bila napisana posebej za film, televizijo ali ostale vizualne prireditve, kakor to zahteva kategorija." Po podatkih revije Rolling Stone je bila pesem "The Climb" preložena v obravnavo zaradi te napake. Organizacija National Academy of Recording Arts and Sciences (NARAS), ki je predstavljala podelitev nagrad Grammy, je objavila izjavo: "Walt Disney Records je prej in kasneje posredovala podatke našemu oddelku za podeljevanje nagrad, ter tako preverila, da pesem ni bila napisana specifično za film Hannah Montana: The Movie. Po teh informacijah moramo pesem umakniti iz tega tekmovanja." NARAS je nominacijo nadomestil z naslednjo najvišje glasovano pesmijo, ki je bila pesem "All is Love", ki sta jo Karen O in Nick Zinner napisala za film Where the Wild Things Are.

## Dosežki na lestvicah
Ob koncu tedna, 7. marca 2009 je pesem "The Climb" pristala na oseminštiridesetem mestu  Billboardove lestvice Hot Country Songs. To je bilo hkrati tudi v istem tednu, ko je pesem "Back to Tennessee" očeta Miley Cyrus, Billyja Rayja Cyrusa, dosegla devetinpetdeseto mesto na tej isti lestvici. To je bilo prvič, da sta oče in hči ob istem času na lestvico uvrstila dve različni pesmi od leta 1990, ko sta se na lestvico uvrstila Johnny in Rosanne Cash s pesmima "Silver Stallion" in "One Step over the Line", respectively. Pesem "The Climb" je nazadnje dosegla petindvajseto mesto na lestvici. Ob koncu tedna 14. marca 2009 je pesem pristala na šestem mestu lestvice Billboard Hot 100, saj je prodala več kot 166,000 kopij preko interneta, kar je pomenilo, da je to najvišje uvrščena pesem Miley Cyrus na tej lestvici do takrat, ki pa ji sledi pesem "7 Things", ki je v juliju 2008 dosegla deveto mesto. Ob koncu tedna 2. maja 2009 je pesem dosegla četrto mesto na lestvici Hot 100. "The Climb" je dosegel tudi peto mesto na lestvici Pop 100, dvainštirideseto mesto na lestvici Hot Christian Songs]] in prvo od petnajstih mest na lestvici Hot Adult Contemporary Tracks. Miley Cyrus je tako s šestnajstimi leti postala najmlajša ustvarjalka, ki se je urstila na lestvico Hot Adult Contemporary od LeAnn Rimes, ki je leta 1997 pri petnajstih na lestvico uvrstila svoj singl "How Do I Live". 5. avgusta 2009 je pesem prejela dve platinasti certifikaciji s strani organizacije Recording Industry Association of America (RIAA), saj je prodala več kot dva milijona kopij izvoda. Po podatkih revije Billboard je pesem "The Climb" osma najbolje digitalno prodajana pesem leta 2009. V Kanadi se je "The Climb" uvrstil na sedemnajsto in kasneje na peto mesto njihove lestvice.
"The Climb" je bil uspešen tudi v Avstraliji in Novi Zelandiji. Od 19. aprila 2009 se je deset tednov obdržala na šestinštiridesetem mestu lestvice Australian Singles Chart. Po desetih tednih se je "The Climb" dvignila na peto mesto, kjer je ostala še dva zaporedna tedna. Pesem je dobila platinasto certifikacijo s strani organizacije Australian Recording Industry Association (ARIA), saj je prodala več kot 70.000 izvodov v njihovi državi. Pesem "The Climb" je zasedla petindvajseto mesto na lestvici New Zealand Singles Chart 13. aprila 2009 in se 15. junija 2009 povzpela na dvanajsto mesto te iste lestvice. 4. septembra 2009 je singlu organizacija Recording Industry Association of New Zealand (RIANZ) dodelila zlato certifikacijo, saj je prodala 7500 izvodov na Novi Zelandiji.
Na lestvici UK Singles Chart se je "The Climb" pojavila na dvainosemdesetem mestu 28. marca 2009, do 16. junija 2009 pa se je njeno mesto že izboljšalo in tako je dosegla enajsto mesto. S tem ko je dosegla enajsto mesto, je pesem "The Climb" postala najvišje uvrščena pesem Miley Cyrus na tej lestvici; sledi ji singl "See You Again", ki se je na lestvico uvrstil v oktobru leta 2008. Na Irskem je pesem dosegla enajsto mesto. V Evropi je pesem dosegla triindvajseto mesto na lestvici Eurochart Hot 100 Singles, enajsto na lestvici Belgian Singles Chart (Flandrija) in peto na lestvici Norwegian Singles Chart. Singl "The Climb" je v Evropi tudi v drugih državah dosegal podobne rezultate; uvrstil se je tudi na lestvice v Avstriji, Belgiji (valonski del) in Franciji.

## Videospot
Videospot za pesem "The Climb" je režiral Matthew Rolston, sam videospot pa se je prvič predvajal preko spletne strani Miley Cyrus na MySpaceu 11. februarja 2009. Videospot prikazuje posnetek Miley Cyrus s kitaro v eni in kovčkom v drugi roki, kako začenja dolgo in vznemerljivo pot po dolini. Na koncu doline se opazi sončni vzhod iz oddaljenih gora. Vsa scena je narejena računalniško. Miley Cyrus ima lase spete v figo in nosi potovalni jopič, sivo majico in kavbojske škornje. V ločenem posnetku Miley Cyrus nosi sivo majico s kratkimi rokavi, njeni lasje pa so razpuščeni in tako začne peti "The Climb" pod modro lupo v vijolični sobi. Te dve sceni se ponavljata čez ves videospot. Odlomek iz filma Hannah Montana: The Movie v ospredju prikazuje Miley Cyrus, ki hodi po poti. Prikažejo se tudi odlomki iz filma, na katerih se pokažeta lik Miley Cyrus in njena simpatija, Travis Brody (ki ga je zaigral Lucas Till) med jahanjem. Videospot se vrne k Miley Cyrus ob hoji; pobere vrtnico, ki je padla na njeno pot in jo nato vrže za sabo. V videospot so vključene tudi stvari, kot so hrzanje konjev v ozadju in vzhajajoča zvezda na njeni poti. Na videospotu se prikaže nova scena, v kateri Miley Cyrus pleše v vijolični sobi z odštevanjem ali občasno tudi odlomki iz filma na steni za njo. Miley Cyrus odloži jopič, kovček za kitaro, kovček in škornje in nadaljuje pot le še s kitaro, privezano na rami. Nato videospot pokaže še več odlomkov iz filma, zmontiranih prizorov in enak prizor, kot je bil prikazan na začetku. Ko se konča zadnji prizor, Miley Cyrus končno doseže vrh rdečkaste gore in si čez rob klifa zmagoslavno ogleduje sončni zahod nad svetlečim jezerom. Alternativna verzija videospota je bila vključena tudi v film Hannah Montana: The Movie in bila predvajana na številnih televizijskih kanalih, vključno z VH1.
Bill Lamb iz revije About.com je videospot označil za "inspirativni pristop". Todd Martens iz revije The Los Angeles Times je povedal, da je sicer užival ob pesmi, vendar da ni prepričan glede svojega mnenja o videospotu. Omenil je, da je ta videospot sicer veliko boljši od prejšnjega videospota Miley Cyrus za pesem "7 Things" (2008), scene v videospotu pa izgledajo, kot da bi jih naslikal Thomas Kinkade, plesanje Miley Cyrus pa naj bi bilo nasprotno blaženosti. Travis iz MTV-ja je videospot označil za "čudovit posnetek (kljub temu, da je močno digitaliziran)". Lyndsey Parker iz Yahoo! Music je videospot označila za enak videospotu Britney Spears za pesem "I'm Not a Girl, Not Yet a Woman". Napisala je tudi, da se zelo zgleduje po singlu Mandy Moore, imenovanem "Cry". Lyndsey Parker je menila tudi, da scena, v kateri se Miley Cyrus ozre s klifa, vključuje velike razmahe, in tako bila "priklicana naravnost iz videospota Bon Jovija, posnetega v osemdesetih." Leta 2009 je na podelitvi nagrad MuchMusic Video Awards prejel nominacijo v kategoriji za "najboljši mednarodni videospot", vendar ga je premagal videospot Lady GaGa za pesem "Poker Face".

## Nastopi v živo
Miley Cyrus je otvorila prireditev Kids' Inaugural: "We Are the Future" s tem, ko je prvič zapela pesem "The Climb" v javnosti; prireditev se je dogajala 19. januarja 2009 v Washingtonu D.C. v Verizon Center kot proslava Baracka Obame po volitvah za predsednika Združenih držav Amerke. Miley Cyrus, oblečena v rdečo plesno obleko, ki jo je oblikoval Reem Acra, je pesem posvetila obema hčerkama Baracka Obame, Sashi in Maliji Obama. Po uradnem izidu pesmi 5. marca 2009 je Miley Cyrus pesem "The Climb" promovirala tako, da je z njo nastopila v mnogih televizijskih serijah, vključno z American Idol, The Tonight Show with Jay Leno, na 44. podelitvi nagrad Academy of Country Music Awards, Good Morning America, in Live with Regis and Kelly v aprilu. 13. aprila 2009 je Miley Cyrus s pesmijo "The Climb" nastopila kot del njenega snemanja za AOL Sessions.
14. aprila tistega leta je Miley Cyrus singl "The Climb" zapela v Londonski trgovini Apple Store. Nastop je bil posnet in prodan spletni trgovini iTunes Store v Združenem kraljestvu kot EP, imenovan iTunes Live from London. 7. junija 2009 je Miley Cyrus s pesmijo nastopila na dvajseti obletnici karnevala A Time for Heroes Celebrity Carnival za podporo organizacije Elizabeth Glaser Pediatric AIDS Foundation. Miley Cyrus je pesem "The Climb" zapela tudi v televizijski seriji The Today Show in sicer 28. avgusta 2009, ter na prvi prireditvi D23 Expo 11. septembra tistega leta..
Da bi promovirala film Hannah Montana: The Movie in njegovo glasbo je Miley Cyrus s pesmijo "The Climb" nastopila na šestdnevni promocijski turneji akustičnega radia v šestih mestih, ki je dosegla več kot dvestopetdeset radijskih šovov. S pesmijo je nastopila tudi na svoji prvi svetovni turneji, Wonder World Tour iz leta 2009. Med nastopom je bila Miley Cyrus oblečena v belo majico, bele kratke hlače, škornje in kovinski telovnik, medtem pa se je na zaslonu prikazal video sončnega zahoda. Po končanem nastopu je Miley Cyrus izstopila skozi prehod na odru, medtem pa so se na zaslonu pojavile podobe zvezd in Zemlje v vesolju. Melinda M. Thompson iz revije The Oregonian je nastop opisala kot "trenutek, ki si ga je zares potrebno zapomniti - Mileyjin duševni dotik ob petju pesmi 'The Climb'", medtem pa je Jim Harrington iz revije The Oakland Tribune napisal, da je bil nastop "nekoliko boljši" in pritegnil večji odziv kot koncert 18. september v Oaklandu, Kalifornija, ki se je odvijal v Oracle Arena.

## Seznam originalnih verzij
- EU/ZDA CD verzija[13]

1. "The Climb" (verzija za album) – 3:55
2. "The Climb" (odstranjena verzija) – 3:56

- UK CD verzija[70]

1. "The Climb" (verzija za album) – 3:55
2. "Fly on the Wall" (remix Davida Khanea) – 2:34

- EU Maxi CD verzija[71]

1. "The Climb" (verzija za album) – 3:55
2. "The Climb" (odstranjena verzija) – 3:56
3. "The Climb" (remix) – 3:51

## Dosežki, prodaja in procesija

### Dosežki
| Lestvica (2009)                   | Dosežek |
| --------------------------------- | ------- |
| Australian Singles Chart          | 5       |
| Austrian Singles Chart            | 30      |
| Belgian Singles Chart (Flandrija) | 11      |
| Belgian Singles Chart (Valonija)  | 18      |
| Canadian Hot 100                  | 5       |
| Danish Singles Chart              | 37      |
| Eurochart Hot 100 Singles         | 25      |
| French Singles Chart              | 16      |
| German Singles Chart              | 41      |
| Irish Singles Chart               | 11      |
| New Zealand Singles Chart         | 12      |
| Norwegian Singles Chart           | 5       |
| Spanish Singles Chart             | 46      |
| Swedish Singles Chart             | 40      |
| Swiss Singles Chart               | 40      |
| UK Singles Chart                  | 11      |
| U.S. Billboard Hot 100            | 4       |
| U.S. Hot Country Songs            | 25      |
| U.S. Pop 100                      | 7       |

|

### Dosežki ob koncu leta
| Lestvica (2009)           | Dosežek |
| ------------------------- | ------- |
| Australian Singles Chart  | 16      |
| Canadian Hot 100          | 17      |
| New Zealand Singles Chart | 43      |
| U.S. Billboard Hot 100    | 21      |

### Certifikacije
| Država                  | Certifikacija |
| ----------------------- | ------------- |
| Avstralija              | Platinasta    |
| Nova Zelandija          | Zlata         |
| Združene države Amerike | 2× Platinasta |

### Ostali dosežki
| Predhodnik: "Love Story" od Taylor Swift | U.S. Billboard Hot Adult Contemporary Tracks singl na prvem mestu 18. julij 2009 - 24. oktober 2009 | Naslednik: "You Belong with Me" od Taylor Swift |

## Ostale verzije
Pesem "The Climb" so v svoji verziji zapeli še mnogi drugi glasbeni ustvarjalci. Indie rock glasbena skupina založbe Mirror Image Records, imenovana HelenaMaria, je pesem izdala kot lastni singl marca leta 2009. Pop rock pevka Kelly Clarkson in še dve drugi pevki so na YouTubeu video pesmi "The Climb" v njihovi izvedbi objavile v septembru 2009. Justin Bieber je svojo verzijo zapel takšno, kot jo je videl na Youtubeu. Tri pevke so pesem zapele skupaj, ob spremljavi akustične kitare. Na avdicijah za deveto sezono ameriškega resničnostnega šova American Idol je bila pesem "The Climb" ena izmed najpopularnejših izbir udeležencev avdicije. Mandi Bierly, ki piše za 'Entertainment Weekly, je komentirala, da "se nam zdi, da ne bomo dobili idola, katerega glas bo ustrezal tej inspirativni pesmi, vendar bo on ali ona prisiljen/a posneti to pesem kot svoj prvi samostojni singl." Med obveščanjem Miley Cyrus o popularnosti pesmi v seriji American Idol, je voditelj serije Ryan Seacrest, omenil, da "verjamem, da je to pesem, ki bo naredila vtis [...] in bo udeležence avdicije potisnila na naslednjo stopnjo." Miley Cyrus je dejala:
"Odkrito rečeno, brez kakršnih koli poglobavanj ali kaj podobnega, ampak to me zares veseli, sama sem precej razburjena, ker [...] to je vse, za kar se gre pri tej seriji: [...] slediš lastnim sanjam in se ne vdaš, [...] pa čeprav se včasih zdi, da greš v to samo zato, da te bodo potem sodili in da boš na koncu zavrnjen, zato samo delaj na lastnem karakterju, in si misli, da je to v redu. Ta pesem ne bi mogla biti bolj primerna za kakršno koli drugo, boljšo serijo [...] To je tako fantastično, ker pri njih res ne dobiš še ene priložnosti za vtis in izbrali so mojo pesem, kar je neverjetno!"
Kidz Bop Kids je posnel verzijo pesmi za Kidz Bop 16. Heather Phares iz Allmusic je njegovo verzijo komentirala: "Verzija The Kidz Bop Kids pesmi Miley Cyrus z naslovom 'The Climb' zveni kot zelo dobra pesem za nastop šolskega pevskega zbora." Štirinajstletna Thia Megia je z verzijo pesmi "The Climb" nastopila med finalom tekmovanja America's Got Talent. Njen nastop so sodniki ocenili dobro, Sharon Osbourne pa jo je pohvalila za izbiro, primerno njenim letom. Avstralski pevec Stan Walker je s pesmijo nastopil v sedmi sezoni serije Australian Idol. Po tem, ko je na tekmovanju tudi zmagal, je pesem posnel še za svoj prvi debitanski album, imenovan Introducing... Stan Walker. Jason Birchmeier iz Allmusic je dejal, da je verzija izpadla "dobro zaradi Walkerjevega glasbenega talenta." Finalist serije American Idol, Haeley Vaughn, je s pesmijo nastopil med prvimi dvajsetimi krogi v deveti sezoni serije.

### Joe McElderry

#### Ozadje in sestava
V istem letu, ko je "The Climb" originalno izšel, je britanski producent Simon Cowell za Joeja McElderryja, Ollyja Mursa in Stacey Solomon, tri finaliste šeste sezone britanskega televizijskega tekmovanja, imenovanega The X Factor, oznanil, da bo eden izmed njih takoj, ko bo objavljen zmagovalec tekmovanja, posnel pesem "The Climb". Potem, ko so Stacey Solomon izločili, sta pesem 13. decembra 2009 Joe McElderry in Olly Murs zapela, kar je bil njun zadnji nastop. Po zmagi Joeja McElderryja je pesem "The Climb" izšla 14. decembra 2009, izdala pa jo je založba Syco Music kot prvi singl s prihajajočega glasbenega albuma Joeja McElderryja. McElderry je povedal, da besedilo pesmi "The Climb" njemu samemu pomeni veliko: "Je zelo čustvena pesem in sicer zaradi tega, kar se je zgodilo v zadnjih nekaj mesecih. Vse se zdi zelo, zelo realno." Po mnenju Petra Robinsona iz revije The Guardian ima ta verzija več poudarka na klavirju v začetku, kot pa originalna verzija Miley Cyrus. O besedilu je Robinson povedal: "verzija o 'strmih bitkah' in o tem, da je 'včasih potrebno izgubiti' se zdijo, kot da govorijo o Joejevi možni prihodnosti."

#### Kritični sprejem
Peter Robinson iz revije The Guardian je pesem "The Climb" označil za "sporno nesporno izbiro" za prvi singl zmagovalca tekmovanja The X Factor in nadaljuje: "Medtem ko bi 'The Climb' lahko bil primerna izbira za zmagovalca, se zdi dejstvo, da so za ponovno verzijo izbrali tako nedavno izdano pesem še vseeno malce čudaško."
Ob koncu tedna 26. decembra 2009 je ta verzija pesmi "The Climb" dosegla drugo mesto na lestvici UK Singles Chart; na stališče njegovega prvega nastopa je vplivala predvsem kampanja članov neke Facebook skupine, kjer so izbirali najvišje uvrščeno pesem na tej lestvici za božični teden. Prehitela ga je skupina Rage Against the Machine s pesmijo "Killing in the Name" (1992). V sledečem tednu je pesem dosegla prvo mesto, kjre je ostala še en teden. Pesem si je prislužila platinasto certifikacijo s strani organizacije British Phonographic Industry (BPI), saj je v Združenem kraljestvu prodala več kot 600,000 kopij izvoda. Singl "The Climb" je dosegel prvo mesto na lestvici Irish Singles Chart ob koncu tedna 17. decembra 2009, na vrhu te lestvice pa je ostal še štiri zaporedne tedne. V Evropi je pesem pristala na četrtem mestu lestvice Eurochart Hot 100 Singles in sicer ob koncu tedna 9. januarja 2010.

#### Videospot
Videospot za pesem "The Climb" so posneli 16. decembra leta 2009 v Londonu, Anglija, Združeno kraljestvo. Videospot se začne s slikami s tekmovanja The X-Factor in nato do prehoda glavnega nastopa Joeja McElderryja v poplavljenem mestu; to sceno so posneli na poplavljenem odru z ozadjem mesta. McElderry je oblečen v sivo majico in siv brezrokavnik medtem ko stoji in nastopa. Čez cel videospot se menjajo le slike s tekmovanja The X-Factor in poplavljenega mesta. Videospot vključuje tudi prizor, kjer Joe McElderry izve, da je zmagal na tekmovanju, med objemom njegovih sotekmovalcev.

#### Seznam verzij
- Digitalno

1. "The Climb" — 3:36

- CD

1. "The Climb" — 3:36
2. "Somebody to Love" — 2:38
3. "Don't Let the Sun Go Down on Me" — 2:27

#### Dosežki

##### Dosežki na lestvicah
| Lestvica (2009 — 2010)    | Dosežek |
| ------------------------- | ------- |
| Eurochart Hot 100 Singles | 4       |
| Irish Singles Chart       | 1       |
| UK Singles Chart          | 1       |

|

##### Dosežki ob koncu leta
| Lestvica (2009)  | Dosežek |
| ---------------- | ------- |
| UK Singles Chart | 5       |

##### Ostali dosežki
| Predhodnik: "Bad Romance" od Lady Gaga                        | Irish Singles Chart - 1. mesto 17. december 2009 - January 14, 2010 | Naslednik: "Bad Romance" od Lady Gaga |
| Predhodnik: "Killing in the Name" od Rage Against the Machine | UK Singles Chart - 1. mesto 2. januar 2010                          | Naslednik: "Bad Romance" od Lady Gaga |